# 火星氣候

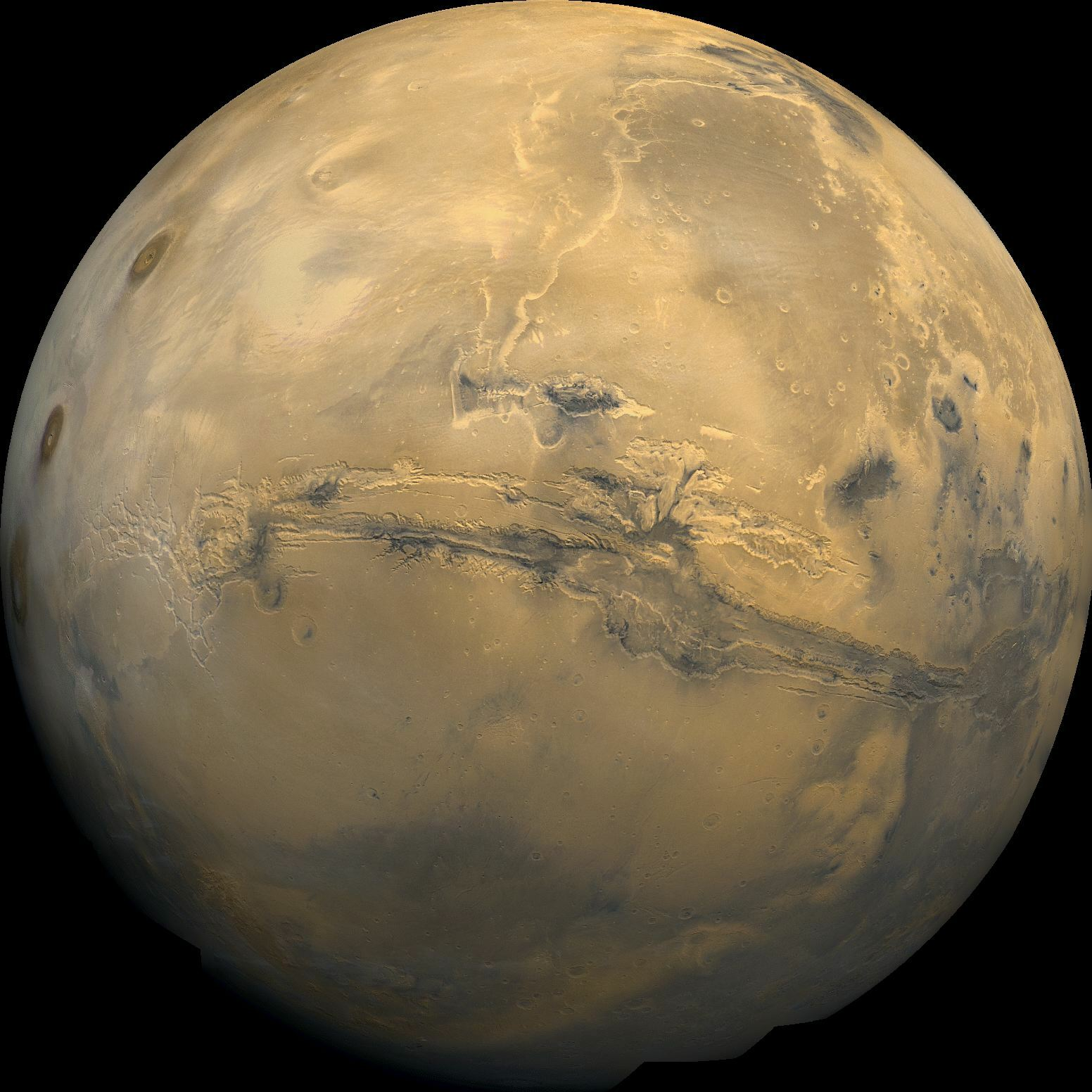
海盜1號於1980年2月22日拍攝的火星拼接影像。

火星氣候是數個世紀的科學家感興趣的課題，因為火星是唯一可從地球觀測其表面細節的類地行星。
雖然火星質量只有地球的11%，距離太陽比地球遠50%，兩顆行星的氣候仍有明顯相似之處，例如極冠、季節變化和可觀測的天氣模式，因此吸引了行星科學家和氣候學家持續的研究。雖然火星的氣候類似地球，包括季節和週期性的冰河期，也有重要的差異，如沒有液態水（雖然存在水冰）和低得多的熱慣性。火星大氣層的大氣標高大約是11公里，比地球高60%。氣候和生命現在或過去是否曾經存在於火星上有很大的關聯性，並且因為 NASA 的量測指出火星南極冰蓋的昇華增加，以致一些新聞媒體推測火星正經歷全球暖化的新聞而受到越來越多人感興趣。
早在17世紀早期人類就已使用地球表面的設備研究火星，但直到1960年代中期火星探測才開始對火星近距離觀測。飛掠和環繞探測器在火星大氣層之上觀測，並有數個登陸艇和火星車直接量測取得資料。先進的地球軌道望遠鏡今日仍持續提供一些有用的廣視野觀測以了解大範圍的氣象現象。
第一個火星飛掠任務是1965年的水手4號。快速的二日飛掠任務（1965年7月14至15日）提供了火星氣候有限而粗略的模式。之後的水手6號和水手7號提供了缺少的氣候基本訊息。之後真正取得火星氣候資料是開始於1975年的海盜號計畫和之後計畫，例如極為成功的火星全球探勘者號。
這些觀測工作已經有稱為火星大氣環流模式（Mars General Circulation Model, MGCM）的電腦模擬計算輔助。幾個不同的迭代模式增進了火星氣候模式有限度的了解。氣候模式在顯示大氣物理和小於影像解析度的尺度上是受到限制的。它們也可能基於火星大氣機制和受到火星觀測資料品質以及時間和空間密度限制造成的不準確或不切實際假設。

## 歷史上的氣候觀測
賈科莫·馬拉迪（Giancomo Miraldi）在1704年確定火星南極冰蓋的中心並非位於火星自轉極軸。之後在1719年的火星衝期間馬拉迪觀測了火星的南北極冰蓋和火星冰蓋的短時間變化。
威廉·赫歇爾在其1784年發表的一篇論文《On the remarkable appearances at the polar regions on the planet Mars, the inclination of its axis, the position of its poles, and its spheroidal figure; with a few hints relating to its real diameter and atmosphere》中首次推論火星的大氣層相當稀薄。論文中提到兩顆暗星在火星附近時，亮度未受到影響；赫歇爾因此正確推論出火星只有少量大氣層可以影響星光。
奧諾雷·弗拉格格斯於1809年發現了火星表面的「黃色雲」，這是首次觀測到火星沙塵暴的紀錄。弗洛熱爾格也於1813年觀測到了火星春季期間極地冰冠明顯的退縮。他因此錯誤推測火星氣候比地球溫暖。

## 火星古氣候學
在任何嚴謹的火星古氣候模式被提出之前，已經有一個被認可的模式，尤其是火星地質年代模式。目前已經有兩套火星地質年代系統被使用。第一個系統是基於火星表面撞擊坑密度；第二個則是三個火星年代：諾亞紀、赫斯珀里亚纪和亞馬遜紀。近年已提出以礦物進行地質年代區分的取代方案，同樣也是三個地質年代：硅期（Phyllocian）、硫期（Theikian）和铁期（Siderikian）。
最近的觀測和模形不但可以提供火星現在的氣候和大氣狀況，也可得知過去的狀況。諾亞紀的火星大氣層長期被認為富含二氧化碳；近年的火星表面黏土礦物沉積的光譜分析和黏土礦物形成狀態模擬發現當時很少或沒有碳酸鹽礦物在黏土中。黏土在富含二氧化碳環境中形成時總是伴隨碳酸鹽的形成，雖然形成後很容易受到火山噴發的酸性物質破壞。
在火星上發現的形成與水相關礦物有機會號發現的赤鐵礦和黄钾铁矾，以及勇气號發現的針鐵礦，這代表火星遙遠過去的氣候條件是允許液態水在火星表面流動的。一些撞擊坑的形態指出，在撞擊發生實火星表面是潮濕的。火星地理特徵的侵蝕速率和火星表面的河谷網都強烈暗示在諾亞紀時代（大約超過 40 億年前）的火星是溫暖而潮濕的。但是火星隕石樣本的化學分析則指出，當時接近火星地表的溫度在過去 40 億年間很可能是低於 0 C°。
一些科學家認為塔爾西斯巨型火山群可能對火星氣候造成主要影響。噴發中的火山會釋放出大量氣體，主要是水蒸氣和二氧化碳。據估計，火星火山噴發入大氣層的氣體量可讓早期火星大氣層比地球大氣層厚。此外，水蒸氣可以使火星表面被深度120公尺的水覆蓋。二氧化碳是溫室氣體，可以捕捉紅外線形式的熱能增加行星表面溫度。所以塔爾西斯的火山群會經由噴發二氧化碳使火星早期相當類似於地球。火星可能曾經有比現在厚而高溫的大氣層，並曾經存在湖泊或海洋。但是現在難以建立一個令人相信的火星全球氣候模型足以證明火星表面溫度曾經在冰點以上，雖然這可能只是反映了在這種規模的模型下，其校準精確度的困難。

## 天氣
火星的大氣溫度和環流每年都在變化（符合任何有大氣層行星的預期）。火星缺少海洋，而海洋在地球上是造成年間氣候變化的一個重要來源。火星全球探勘者號上的火星軌道攝影機（Mars Orbital Camera）自1999年開始連續拍攝火星表面2.5個火星年的時間，資料顯示火星天氣重覆次數較高，比地球容易預測。如果一個氣象事件在一年的特定時間中發生，可提供的資料（相當稀疏）指出，很可能在下一年幾乎同一個位置再發生一次，誤差最多一個星期。
2008年9月29日，鳳凰號拍下了降雪事件，是在接近鳳凰號登陸地點附近海姆達爾撞擊坑之上，高 4.5 公里的雲降雪。這次降水在到達火星表面時就已蒸發，這現象稱為幡狀雲。

## 火星的雲

鳳凰號著陸點上十分鐘的雲動態動畫。

火星的沙塵暴可以使細顆粒物質進入大氣層，並且細顆粒物質周圍環繞物質可促成雲的形成。這樣的雲可以在火星高層大氣形成，最高可達100公里。火星上的雲是非常稀薄的，只能在火星夜間雲反射太陽光和夜空形成對比時看到。在這方面這些雲相當類似於形成於高於 80 公里的地球中氣層的夜光雲。

## 溫度
火星平均溫度的在許多報告中都不同，常見的值是 −55 °C。表面溫度根據海盜號軌道器的紅外線熱測量器量測資料得知，最高溫可達27 °C，最低溫則是冬季冰冠的−143 °C。海盜號登陸艇量測的溫度則在−17.2 °C到−107 °C之間。
有報告指出，火星夜間大氣層已獲得溫度資料在每個北半球春季和早夏有相同的實驗誤差（±1 K），但晝間資料則有所不同，一年中的誤差可達到6 K。這個日夜溫差相當讓人意外且無法理解。在南半球的春季和夏季溫度變化則受到沙塵暴影響，這會使夜間溫度峰值增加，而降低晝間溫度峰值，結果是表面平均溫度小幅下降（20°C）和高層大氣溫度適度上升（30°C）。

## 火星大氣層特性與現象過程

### 低大氣壓
火星大氣層主要由二氧化碳組成，平均表面氣壓大約600 Pa，遠低於地球的101,000 Pa。結果就是火星受到因為太陽輻射加熱產生的熱潮汐影響大於重力影響。這些熱潮汐作用相當明顯，可讓平均氣壓改變10%（約50 Pa）。地球大氣層有類似的周日和半日潮汐，但因為地球大氣層質量較大而效果不明顯。
雖然火星上的溫度可達到冰點以上（0 °C），液態水在整個火星上無法穩定存在。大氣壓力低於水的三相點時水就會蒸發成水蒸汽。例外的狀況是火星的低地，尤其是巨大的撞擊盆地，火星撞擊坑中最大的希臘平原。該盆地的深度足以使其底部氣壓達到高於三相點的1155 Pa，如果該區域溫度高於0 °C就可使液態水存在。

### 風
火星表面的熱慣性極低，這代表火星受到太陽照射時可以快速加熱。一般狀況下火星日間溫度不定，除了極區溫度約100 K。地球上的風經常在熱慣性快速變化的地方形成，例如海洋和陸地交界。火星上沒有海洋，但土壤的熱慣性會變化，造成類似地球上海風和陸風的風。Antares 計畫中的「火星小尺度天氣」（Mars Small-Scale Weather, MSW）項目於最近確定在火星全球氣候模型中一些次要的缺陷，這是因為「土壤對於火星地表的加熱是重要的，所以土壤的資料必須相當準確」。這些缺點被修正並可進行更準確的評估，但仍依賴舊火星氣候模型預測在未來會遇到問題。
在低緯度區域主要是受到哈德里環流圈影響，本質上這和地球的信風是相同的。高緯度區域有一系列高和低氣壓區域，由所謂的斜壓壓力波主導。火星比地球寒冷而乾燥，因此被風吹入大氣層中的塵埃留在大氣層中的時間會比地球長，且沒有降水可以使塵埃落下（除了落下二氧化碳冰以外） 。下圖的氣旋是由哈伯太空望遠鏡拍攝。
火星和地球哈德里環流圈最大的不同是速度，這速度是以時間的倒數計算。在火星上一整年速度都超過地球的 100 倍。

### 沙塵暴的影響

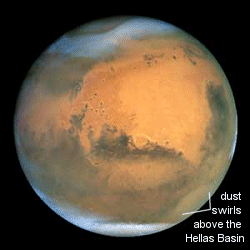
2001年希臘平原的沙塵暴

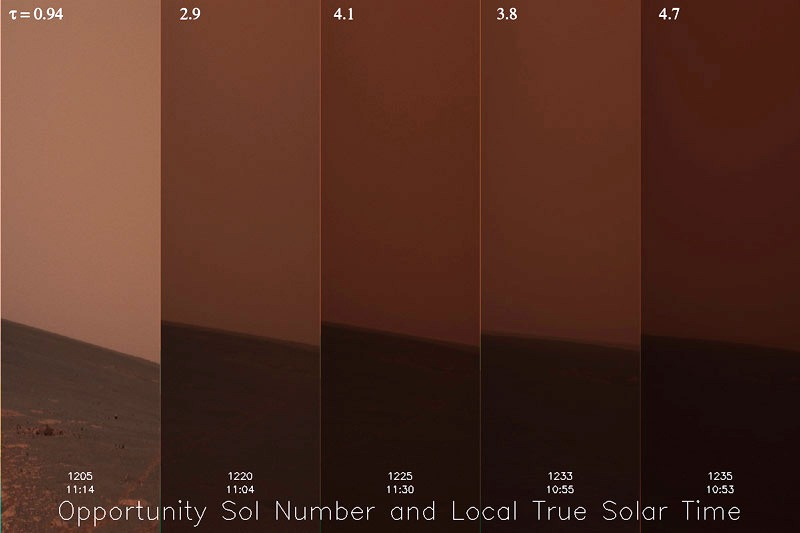
火星地平線合成延時影像：Sols 1205 (0.94)、1220 (2.9)、1225 (4.1)、1233 (3.8)、1235 (4.7) 顯示2007年7月陽光被沙塵暴遮蔽，光深度4.7代表99%陽光被遮蔽。影像感謝：NASA/JPL-Caltech/Cornell

當水手9號在1971年到達時，全世界都希望能看到火星表面的細節。實際上卻看到幾乎是行星尺度的沙塵暴，除了巨型火山奧林帕斯山在沙塵暴雲上方之外。該風暴持續了一個月，讓科學家了解沙塵暴在火星上相當常見。海盜號軌道探測器的觀察則發現，當全球性沙塵暴發生時，日間溫差變化大幅縮小，從50度縮小到只有10度，風速也快速改變－只在一個小時內平均風速就達到17 m/s，陣風更達到26 m/s。但是並沒有在任何位置上觀察到實際上的物質搬運，只有當塵埃落下時亮度逐漸增加和表面物質對比的下降。2001年6月26日哈伯太空望遠鏡拍攝到了希臘平原正在形成沙塵暴（右圖）。一日後該沙塵暴爆發性發生並成為全球性事件。火星軌道上探測器量測顯示該次沙塵暴減少了火星平均溫度，並且火星表面溫度上升達到30 °C。低密度的火星大氣層代表風速將達到18到22 m/s 以揚起火星表面的塵埃。但因為火星相當乾燥，不像地球的降水會使塵埃落到地面，塵埃在火星大氣中懸浮時間比地球長。在沙塵暴季節的白晝溫度4 °C 低於平均溫度。這是因為淺色塵埃因為沙塵暴覆蓋整個火星，暫時地增加了火星表面反照率。
2007年中一次全球性的沙塵暴對太陽能驅動的精神號和機會號火星探测漫游者造成了嚴重威脅，太陽能板提供的電能降低，必須關閉大部分科學儀器等待沙塵暴結束。沙塵暴之後因為太陽能板上沉積了塵埃而降低了供電量。
火星通過近日點時容易發生沙塵暴，因為火星接收到的太陽輻射能比遠日點時高出40%。遠日點期間水冰形成的雲形成，和塵埃顆粒交互作用並影響火星表面溫度。
有人曾提出火星上的沙塵暴扮演了和地球上的雲類似角色。自1950年代的觀察顯示全球性的沙塵暴在特定火星年的發生機率是三分之一。

#### 跳躍搬運
地質上的跳躍作用是重要的增加火星大氣層內粒子過程。跳躍的砂礫已經被精神號火星車觀察到。理論和實際觀察目前仍互相不符合，古典理論忽略了一半真實狀況跳躍作用中的粒子。一個新的模型更加密切符合實際觀察，並表明跳躍粒子產生了增加跳躍效果的電場。火星粒子跳躍的高度和長度超過地球上相當直徑粒子的100倍，而速度是5到10倍

### 氣旋風暴

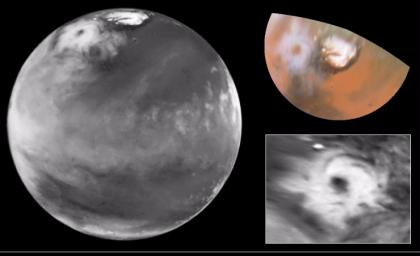
哈伯太空望遠鏡拍攝到火星極區的氣旋。

在海盜號軌道探測器首先對火星表面進行測繪後，許多探測器和望遠鏡都發現了類似颶風的氣旋風暴。影像顯示這些氣旋是白色的，與更常見的沙塵暴不同。這些風暴傾向在火星北半球的夏季出現，且都位於高緯度區。推測這是因為火星北極點附近的獨特氣候環境造成。

### 甲烷的存在
ESA的火星快車號已經在火星大氣層中發現甲烷，含量大約是10 nL/L。因為紫外線會分解甲烷，以目前火星大氣層的狀況應只能存在350年，因此必須有某種來源補充甲烷
。火星目前的氣候狀況可能破壞籠狀水合物，但目前對火星甲烷的來源仍無共識。

### 二氧化碳的侵蝕
火星侦察轨道器拍攝影像中顯示了一個基於火星特殊氣候下的特別侵蝕作用。春季在特定區域溫度上升造成二氧化碳昇華和向上流動，造成稱為「火星蜘蛛」的特殊侵蝕模式。半透明乾冰在冬季形成，當春季太陽能量使其表面溫度上升時會使二氧化碳昇華成氣體，並在半透明的乾冰下流動，遇到乾冰層弱點時就會噴發形成噴泉。

## 山嶽
火星的風暴明顯受到火星上大規模的山地影響，奧林帕斯山等個別的山峰可以影響區域天氣，但是塔爾西斯的火山群可以大範圍影響火星天氣。
一個涉及山地的天氣重複現象是位於阿爾西亞山上方的螺旋狀塵埃雲。該螺旋狀塵埃雲覆蓋阿爾西亞山，高度約15到30公里。在整個火星年這些雲都出現在阿爾西亞山周圍，在夏末達到最高峰。
雲周圍的群山顯示了季節性變化。奧林帕斯山和艾斯克雷爾斯山周圍的雲在北半球春季和夏季覆蓋面積達到最大，在晚春時面積分別是大約 900,000 km2和1,000,000 km2。亞拔山和帕弗尼斯山周圍的雲量在夏末有一個額外的小高峰。在冬季非常少雲被觀測到，而火星大氣環流模式的預測和觀測結果相一致。

## 極冠

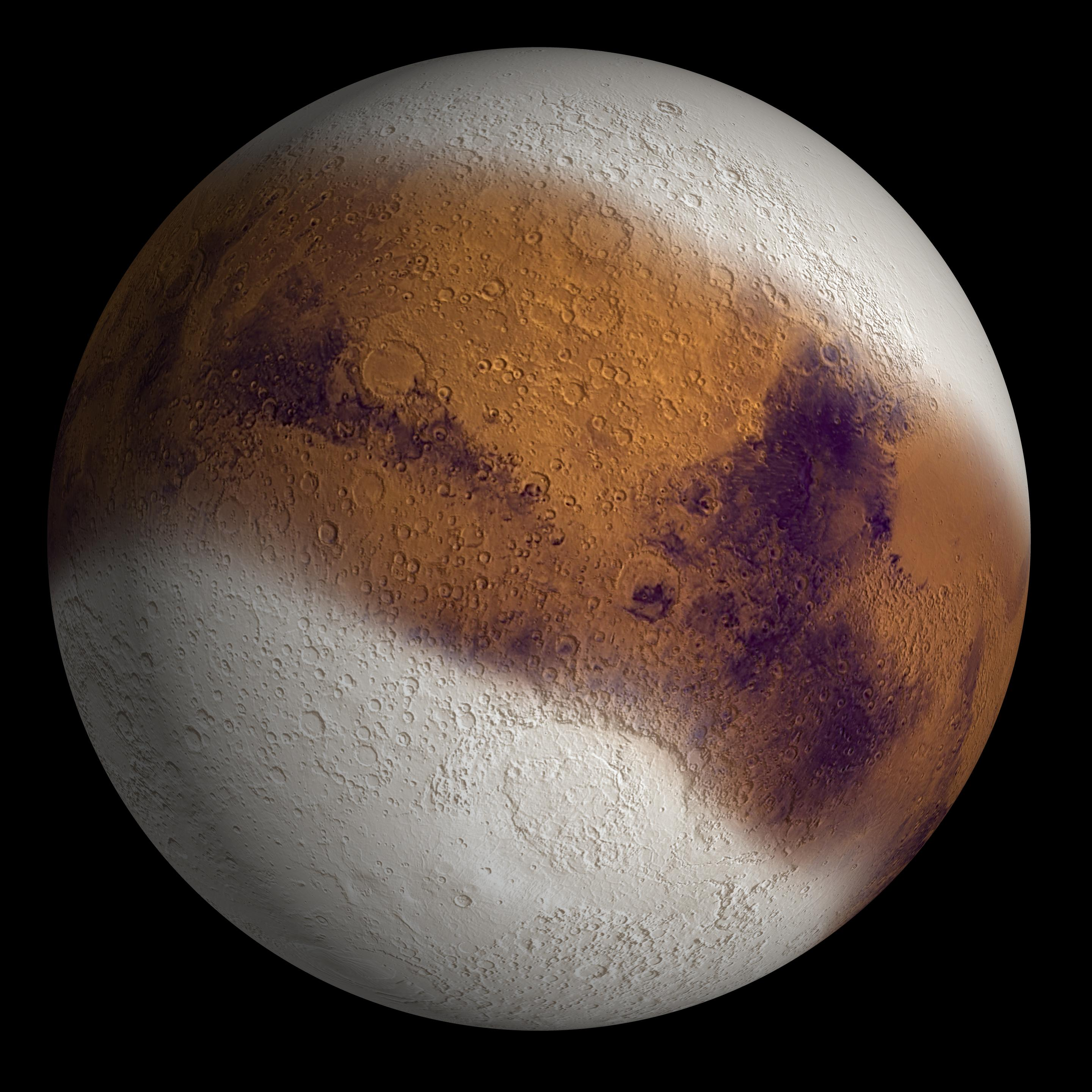
藝術家筆下的火星在210萬和40萬年前冰河期時可能的外觀。當時火星轉軸傾角相信遠大於現在的火星。

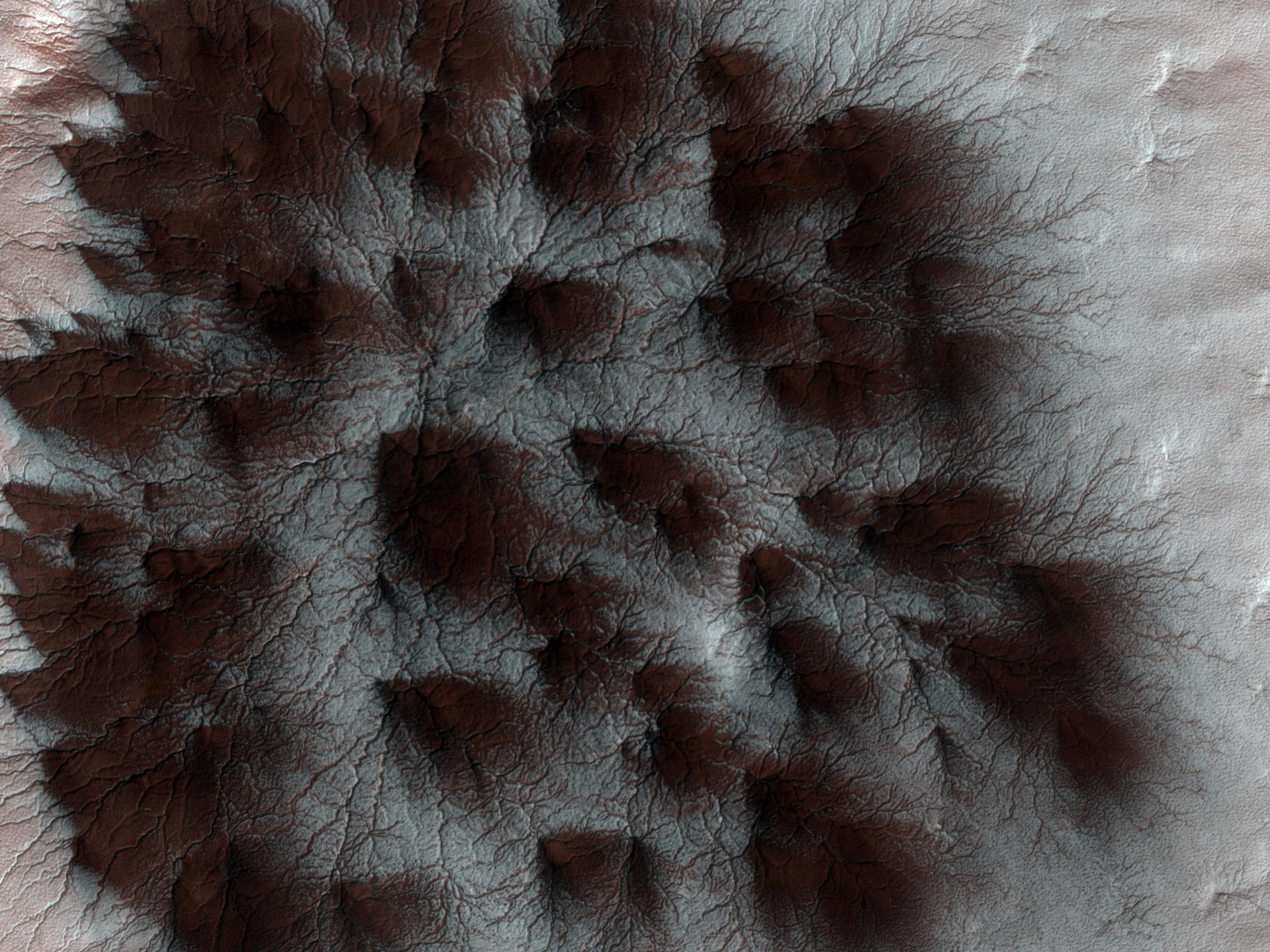
HiRISE影像拍攝火星南極冰棚上的「暗色砂丘斑點」和氣體二氧化碳噴發形成的扇形地形。

火星兩極都存在主要由水冰構成的冰冠，但在表面有固態二氧化碳（乾冰）存在。乾冰在火星北極（北極高原）只存在於冬季，夏季則完全昇華消失；而火星南極則被8公尺厚的永久乾冰層覆蓋。如此差異是因為火星南極的高程較高。
所以有許多大氣層中的氣體被凍結在冬季極區，而氣壓變化可達平均值三分之一。這樣的凝結和昇華過程會使不凝結得氣體比例在大氣層中變化。火星的軌道離心率和其他因素會影響週期。春季和秋季因為二氧化碳昇華會產生強烈的風造成以上所述的全球性沙塵暴 。
火星北極的冰冠在北半球夏季時直徑約1000公里，並包含160萬立方公里水冰，如果平均分布的話，冰冠將厚達2公里（相較之下，格陵蘭冰原含有285萬立方公里水冰）。火星南極冰冠的直徑約350公里，最大厚度約3公里。火星兩極的冰冠都有螺旋狀的槽，其形成一般認為是因為日照加熱差異和水冰昇華和水蒸氣凝結產生。從火星勘察衛星上可穿透冰層的淺地層雷達（SHARAD）資料分析，發現螺旋狀的槽形成於來自極區高處搬運冰和產生大波長底形的高密度下降風的獨特區域 。螺旋狀的形成是因為科里奧利力對風向的影響，類似地球上螺旋形的颶風。槽並沒有和冰冠一起形成，而是在四分之三的冰冠形成之後的大約240萬到50萬年前開始形成。這顯示了氣候的變化激發槽的開始形成。兩極冰冠的消退和增長跟隨火星季節的溫度變化而變化；而它們的長期變化模式目前仍未完全被了解。
火星南半球春季時，太陽照射的加熱會使火星南極沉積於半透明水冰下的乾冰層的二氧化碳壓力增加，而且會受到暗色的底曾因為吸收輻射能加熱。在氣壓增加到足以噴發的壓力後，氣體會以類似噴泉的模式噴發。雖然這些噴泉尚未被直接觀察到，卻留下了「暗色砂丘斑點」（Dark dune spots）和冰上色調較淺的扇狀地形，這代表沙和塵埃隨著噴發到了表面，並且蜘蛛狀的溝槽因為向外噴發的氣體而形成於冰層之下（參見火星的噴泉）。航海家2號觀測到海王星的衛星海衛一噴發氮的狀況一般認為是類似的機制。

## 太陽風
火星在40億年前失去了它大部分的磁場。結果就是太陽風和宇宙射線可以直接和火星的電離層發生交互作用。這使火星大氣層保持比原始狀態稀薄，否則太陽風將持續從火星的外氣層不斷將原子剝離。歷史上火星大部分大氣層的喪失可以追溯到太陽風的作用。最近的理論降低了太陽風的重要性，因此今日在太陽風較強時的大氣層剝離效應已經遠低於過去。

## 季節

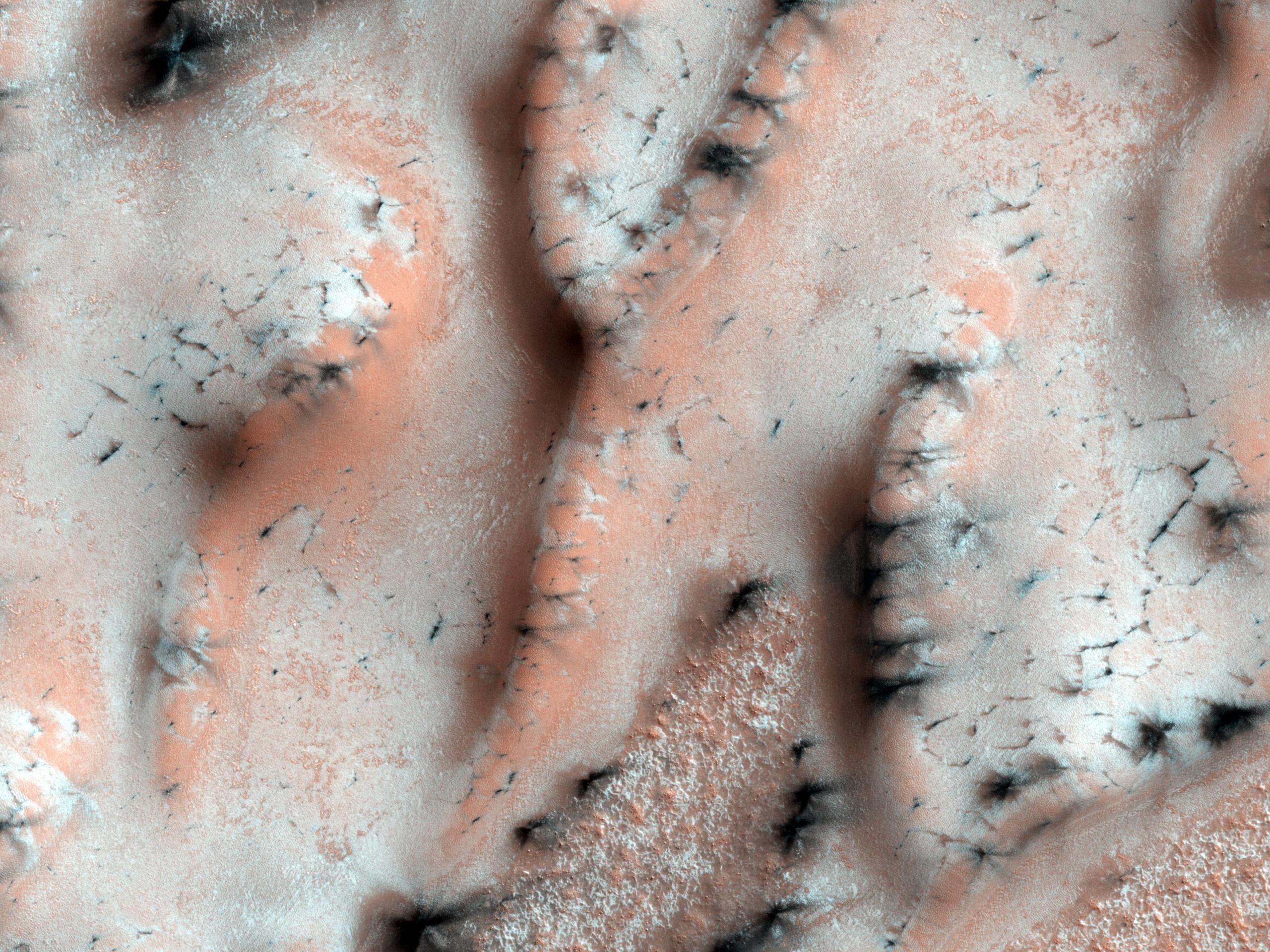
在春季，水冰的昇華會使冰層下的砂在季節性水冰的頂部形成扇狀沉積。

火星的轉軸傾角是25.2°。這代表火星就像地球一樣有季節變化。火星的軌道離心率是0.1，遠大於地球的0.02。較大的軌道離心率造成火星的日射量在一個公轉週期中變化（火星年約687日，接近二個地球年）。像地球一樣，火星的轉軸傾角主導了季節變化，但因為其大軌道離心率，火星南半球的冬季長而寒冷，這時是北半球短而溫暖的夏季。
火星的季節長度是不同的，如下所示：
| 季節                   | 火星太陽日 | 地球太陽日 |
| ---------------------- | ---------- | ---------- |
| 北半球春季、南半球秋季 | 193.30     | 92.764     |
| 北半球夏季、南半球冬季 | 178.64     | 93.647     |
| 北半球秋季、南半球春季 | 142.70     | 89.836     |
| 北半球冬季、南半球夏季 | 153.95     | 88.997     |

歲差對轉軸傾角和軌道離心律的改變造成全球暖化或全球寒冷，週期為17萬年。
就像地球，火星的轉軸傾角會有週期性變化，造成長時間的氣候變化。再一次地，因為火星缺少大衛星作為穩定之用，這效應比地球更加明顯。結果就是火星的轉軸傾角變化可達到45°。法國國家科學研究中心的雅克·拉斯卡爾（Jacques Laskar）認為這些週期性氣候變化的效應可以在火星北極冰冠的各地層中得知。目前的研究表明火星在一個溫暖的間冰期已經超過 10 萬年 。
因為火星全球探勘者號觀測了四個火星年的時間，發現了每個火星年的天氣都相似。任何的不同和到達火星的太陽能量有直接關係。科學家甚至可以精確預測沙塵暴將在小獵犬2號的登陸地點發生。現已發現區域性的沙塵暴與何處可以提供形成沙塵暴的沙有密切關係。

## 最近的氣候變化證據

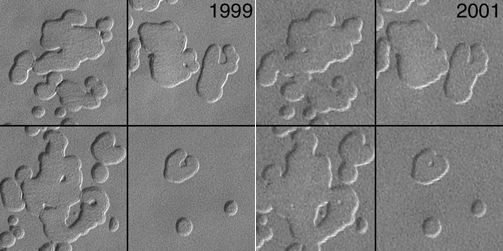
在火星南極冰冠的坑洞，火星全球探勘者號於1999年拍攝。

在之前數個火星年中，火星的南極（南極高原）已經有所改變。1999年火星全球探勘者號拍攝到了火星南極冰凍二氧化碳上的坑洞。因為這些坑洞的形狀和方向，那些坑洞就是所謂的瑞士干酪特征地形。2001年的影像中再次發現坑洞，並且比之前更大，大約在一個火星年中變化了 3 公尺。
這些特徵是因為乾冰層昇華使內部較不易被昇華的水冰層暴露而形成。
最近的觀察表明火星的南極是持續昇華的。火星軌道攝影機的主持人麥可·馬林說；「目前是以驚人的速度昇華」。
冰上的坑洞平均以一個火星年擴大三公尺的速度增大。馬林指出，火星上目前的狀態不適合形成新的水冰。NASA 的一篇新聞稿指出「火星上的氣候變遷正在進行中」。根據火星軌道攝影機觀測總結，科學家認為一些乾冰已在水手9號和火星全球探勘者號兩者探測火星之間就已存在。基於目前的流失率，目前所有的沉積物將會在一百年間消失。
在火星其他的區域中，低緯度地方所含的水比其氣候條件所認為的量要多。NASA 喷气推进实验室的2001火星奧德賽號主持人傑佛瑞·普羅特於2003年一個非同行評審的刊物中聲明，該任務告訴我們火星上最近的全球氣候變遷。

### 歸因理論

#### 造成極區改變的理論
安東尼·卡拉普瑞特等人以火星大氣環流模式進行的模擬中顯示火星南極的氣候可能在不穩定時期。模擬的不穩定性基於該區域的地理，導致作者推測極區冰的昇華是區域性，而非全球性的現象。研究人員發現，即使在兩極中穩定的日照光度是固定的，火星兩極仍然是處在沉積和蒸發水冰之間的狀態。改變狀態的觸發器可以是增加大氣層中的塵埃或因為水冰在兩極的形成或蒸發造成反照率的改變。這個理論是有些問題的，因為目前缺乏2001年全球性沙塵暴之後的水冰沉積資料。另一個問題是火星大氣環流模式的精確度會因為規模越接近區域性而逐漸下降。
有人認為觀測到的南極冰層區域性變化幾乎可以確定是區域性氣候變遷造成，而非全球性變化。在《自然》期刊中發表文章的新聞語專欄部主任奧利佛·摩頓說：「其它太陽系天體的氣候暖化已經被氣候懷疑論者掌握。在火星上，氣候暖化的原因似乎是因為塵埃被吹走，造成底部大範圍的黑色玄武岩暴露而加熱了表面」

#### 太陽輻射造成火星全球暖化
儘管缺少火星全球性氣溫時序變化，哈比布羅·阿布薩馬托夫提出已觀察到在火星和地球發生了「平行全球暖化」，這是因為同一個因素：長時間的太陽輻射量改變。雖然一些氣候懷疑論者以此學說要證明人類並未引起氣候變遷，阿布薩馬托夫的假說並未被科學界接受。他的理論並未發表在同行評審期刊，並已被其他科學家以「該論點未被理論或觀測支持」和「這不符合物理概念」駁斥 。其他科學家則認為觀測到的變化是因為火星軌道的不規則變化或可能的太陽輻射和軌道變化合併作用引起。

## 火星氣候區
地球的氣候區最早是由弗拉迪米爾·彼得·柯本根據植被分類的。氣候分類則進一部根據氣溫、降水量分類，並根據季節性的氣溫和降水分布細分；而在高海拔區域等超地帶區域氣候則是獨立的氣候分類群。火星並無植物和降水，只能以表面溫度進行氣候分；一個更進一部完善氣候分類的系統可能是基於塵埃的分布、水蒸氣含量和雪的發生。日照氣候區（Solar Climate Zones）也可在火星上簡單定義。

## 目前的任務
2001火星奧德賽號目前仍環繞火星，並使用熱輻射成像系統進行火星全球性大氣溫度量測。火星偵察軌道器則觀測火星每日的氣象和氣候變化，其火星氣候探測器是專門做為氣候觀測。火星科學實驗室的火星車於2012年抵達火星展開探測。

## 未來任務
2013年的火星偵察兵計劃MAVEN是研究氣候對火星高層大氣影響的最終選擇任務。

## 外部連結
- NASA Martian Climate page
- Mars Today, current conditions on Mars.
- Nature study explains mystery of Mars icecaps. （页面存档备份，存于）
- Mars could be undergoing major global warming （页面存档备份，存于）
- Mars Global Surveyor MOC2-1151 Release （页面存档备份，存于）
- Global warming on Mars? （页面存档备份，存于）
- Images of melting ice cap: Evidence for Recent Climate Change on Mars （页面存档备份，存于）
- Article from National Geographic on the issue of Martian Global Warming （页面存档备份，存于）